# Mystique
Mystique foi uma empresa que produziu diversos videogames pornográficos não licenciados para o Atari 2600, como o Beat 'Em & Eat 'Em, o Bachelor Party e o Custer's Revenge. Foi uma das várias empresas de videogames que tentaram usar o sexo para vender seus jogos. A Mystique era uma subsidiária da Caballero Control Corporation, que produzia filmes pornográficos, e da American Multiple Industries. Os jogos da empresa foram vendidos sob a bandeira "Swedish Erotica", apesar de terem sido programados nos Estados Unidos e fabricados em Hong Kong.
Custer's Revenge, um dos jogos mais notórios, provocou reclamações de vários grupos dos direitos das mulheres, anti-pornografia, indígenas americanos e críticos de videogames.
A Mystique saiu do mercado durante o crash dos videogames de 1983. Os direitos dos jogos da Mystique foram vendidos para a empresa Playaround, que continuou a linha de jogos pornográficos.